# Michael Mayer (Regisseur, 1960)

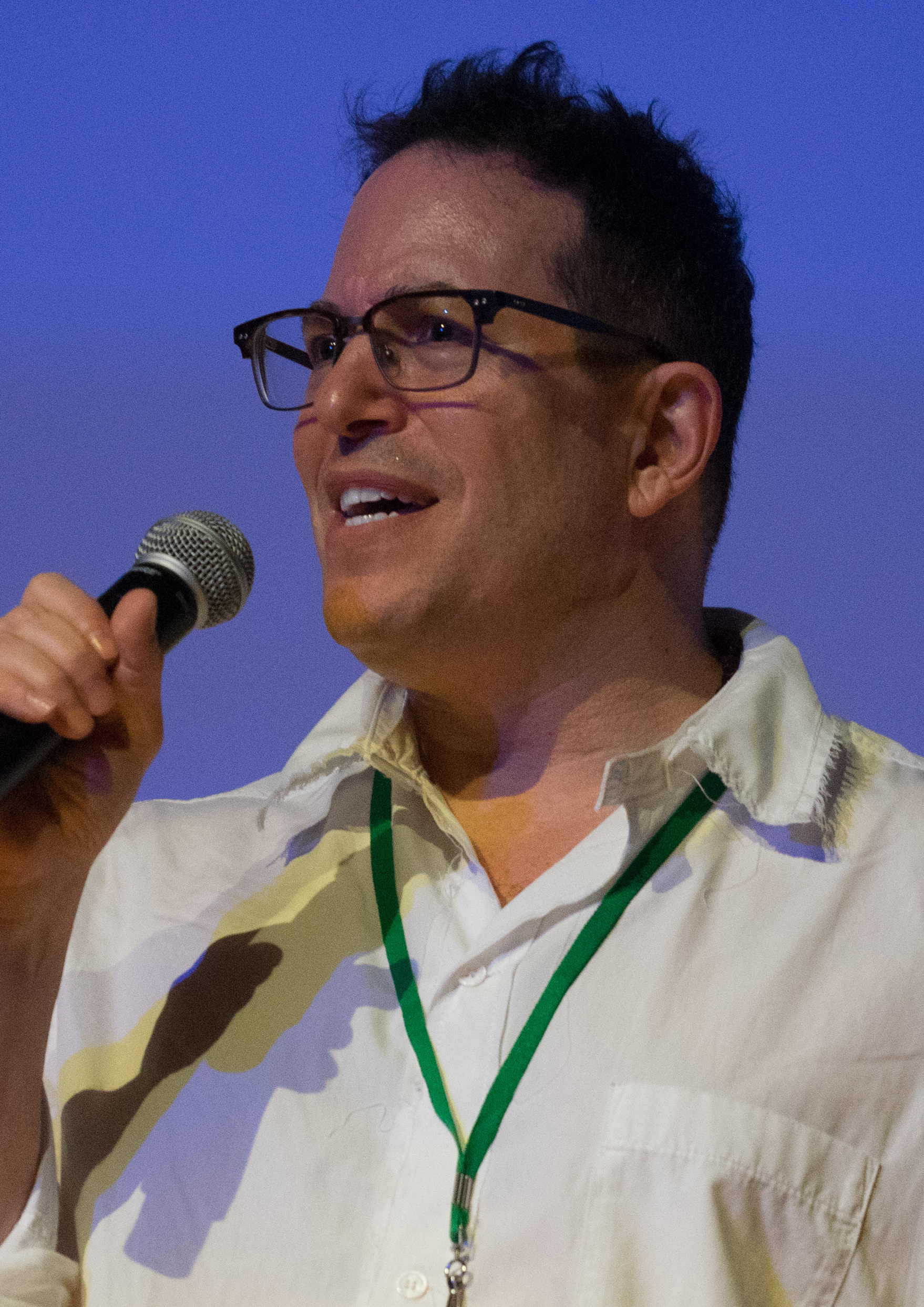
Michael Mayer, 2018

 Michael Mayer (* 27. Juni 1960 in Bethesda, Maryland) ist ein US-amerikanischer Theater-, Musical- und Filmregisseur.

## Leben
Michael Mayer war Sohn von Jerry und Louise Mayer. Nach seiner Schulzeit an der Charles W. Woodward High School studierte er Schauspiel an der Tisch School of the Arts und erhielt 1983 den Master of Fine Arts in Acting (MFA). Anschließend unterrichtete er an der New York University, dem Lincoln Center Theater Institute und der Juilliard School.
Während dieser Zeit hat er gelegentlich am Theater gearbeitet, ab 1990 widmete er sich aber intensiv der Theaterarbeit. Seine Inszenierung von Tony Kushners Angels in America am Royal George Theatre in Chicago ging von 1994 bis 1996 in den USA auf Tournee. 1997 gab er am Royal Theater in New York sein Broadway-Debüt mit dem Musical Triumph of Love nach einem Stück von Pierre Carlet de Marivaux. Es war der Beginn einer erfolgreichen Karriere als Musicalregisseur am Broadway und Off-Broadway. 2014 inszenierte er am Belasco Theatre Hedwig and the Angry Inch und erhielt eine fünfte Tony-Nominierung nach View from the Bridge (1998), You’re A Good Man, Charlie Brown (1999), Thoroughly Modern Millie (2002) und Spring Awakening (2007, nominiert und gewonnen).
Sein erster Spielfilm war Ein Zuhause am Ende der Welt (2004) mit Colin Farrell in der Hauptrolle. 2006 folgte eine Neuverfilmung des Kinderfilms Flicka und 2018 die Verfilmung des Tschechow-Stücks Die Möwe mit Annette Bening in der Hauptrolle.
2012 inszenierte er an der Metropolitan Opera mit Giuseppe Verdis Rigoletto zum ersten Mal eine Oper. Er verlegte die Handlung der Oper aus Mantua im 16. Jahrhundert nach Las Vegas in den 1960er Jahren.

## Theater (Auswahl)
Broadway-Inszenierungen
- 1997: Triumph of Love
- 1998: Side Man
- 1999: You’re A Good Man, Charlie Brown – Tony Award, Nominierung
- 2000: Onkel Wanja von Anton Tschechow, mit Derek Jacobi in der Hauptrolle; Brooks Atkinson Theatre
- 2002: Thoroughly Modern Millie
- 2002: An Almost Holy Picture
- 2004: ’night, Mother
- 2004: After the Fall
- 2006: Spring Awakening – Tony-Award
- 2010: American Idiot
- 2010: Everyday Rapture
- 2011: On a Clear Day You Can See Forever
- 2014: Hedwig and the Angry Inch – Tony Award, Nominierung
- 2017: The Terms of My Surrender
- 2018: Head over Heels, Hudson Theatre[5]

Off-Broadway
- 1994: America Dreaming, Vineyard Theatre[6]
- 1995: Everyday Rapture, American Airlines Theatre[7]
- 1996: Hundreds of Hats, WPA Theater, New York[8]
- 2015: Whorl Inside a Loop, (Inszenierung zusammen mit Dick Scanlan), Tony Kiser Theater at Second Stage Theater[9]
- 2015: Brooklynite, Uraufführung, Vineyard Theatre[10]
- 2016: God Bless You, Mr. Rosewater, New York City center[11]
- 2016: Love, Love, Love, Laura Pels Theater at the Harold and Miriam Steinberg Center for Theater[12]
- 2017: Warhol Capote. American Repertory Theater[13]

Oper
- 2012: Rigoletto von Giuseppe Verdi, Metropolitan Opera, New York
- 2017: Marnie von Nico Muhly, English National Opera, London; Metropolitan Opera, New York

## Filmografie
- 2004: Ein Zuhause am Ende der Welt (A Home at the End of the World)
- 2006: Flicka – Freiheit. Freundschaft. Abenteuer. (Flicka)
- 2012: Smash (Fernsehserie, 4 Episoden)
- 2013–2014: Alpha House (Fernsehserie, 4 Episoden)
- 2018: The Seagull – Eine unerhörte Liebe (The Seagull)
- 2021: Single All the Way